# Tibor Lehmann
Tibor Lehmann es un deportista húngaro que compitió en duatlón. Ganó una medalla de bronce en el Campeonato Europeo de Duatlón de 1994.

## Palmarés internacional
| Campeonato Europeo | Campeonato Europeo   | Campeonato Europeo | Campeonato Europeo |
| Año                | Lugar                | Medalla            | Prueba             |
| ------------------ | -------------------- | ------------------ | ------------------ |
| 1994               | Vuokatti (Finlandia) | Medalla de bronce  | Individual         |